# 兴安柳
兴安柳（学名：Salix hsinganica）是杨柳科柳属的植物，为中国的特有植物。分布在中国大陆的内蒙古、黑龙江等地，生长于海拔150米至1,900米的地区，多生长在林间隙地以及森林破坏后的草原湿润斜坡，目前尚未由人工引种栽培。

## 异名
- Salix geminata Y. L. Chang et Skv.
- Salix ilectica Y. L. Chou var. integristyla Y. L. Chou